# Фрожуэлло, Роберто
Роберто Фернандо Фрожуэлло (порт.-браз. Roberto Fernando Frojuello; 8 ноября 1937, Санту-Андре — 29 января 2021), в некоторых источниках Фригэлло (порт.-браз. Friguello) — бразильский футболист, левый нападающий.

## Карьера
Роберто родился в Паранапиакабе, районе Санту-Андре. В 1956 году он начал играть в составе «Сан-Паулу», за который провёл 4 игры (одна победа, одна ничьи и два поражения). Затем нападающий перешёл в «Гуарани», а потом возвратился в состав «Сан-Паулу». Где за период в клубе даже сумел сделать один хет-трик.
В 1961 году Фрожуэлло уехал в Аргентину, подписав контракт с «Ривер Плейтом». Клуб заключил контракт с игроком после матчей Кубка Рока, в которых сборная Бразилии обыграла команду Аргентины в Буэнос-Айресе. «Ривер» вместе с Роберто купил ещё одного участника этого матча — Делена. Там он играл до 1963 года, сыграв в 68 матчах и забив 11 голов. Одним из самых удачных матчах Роберто стала встреча с мадридским «Реалом» в 1961 году, где он забил 2 гола, а аргентинская команда победила со счётом 3:2.
В 1964 году Фрожуэлло перешёл в чилийский «Коло-Коло». А через два года Роберто стал игроком «Палмейраса», за который он провёл 9 матчей (8 побед и одна ничья) и забил один гол; 21 августа в матче с «Брагантино». После окончания карьеры, Роберто возвратился в родной Санту-Андре. Там он долгое время работал редактором местной газеты. В последние годы жизни футболист страдал от болезни Альцгеймера от которой скончался 29 января 2021 года.

## Международная статистика
| Матчи Роберто за сборную Бразилии | Матчи Роберто за сборную Бразилии | Матчи Роберто за сборную Бразилии | Матчи Роберто за сборную Бразилии | Матчи Роберто за сборную Бразилии | Матчи Роберто за сборную Бразилии | Матчи Роберто за сборную Бразилии |
| --------------------------------- | --------------------------------- | --------------------------------- | --------------------------------- | --------------------------------- | --------------------------------- | --------------------------------- |
| №                                 | Дата                              | Место проведения                  | Оппонент                          | Счёт                              | Голы                              | Турнир                            |
| 1                                 | 26 мая 1960                       | Буэнос-Айрес                      | Аргентина                         | 2:4                               | -                                 | Кубок Рока                        |
| 2                                 | 29 мая 1960                       | Буэнос-Айрес                      | Аргентина                         | 4:1                               | -                                 | Кубок Рока                        |

## Достижения
- Чемпион штата Сан-Паулу: 1966

## Личная жизнь
Роберто был женат. У него было четверо детей — Рожерио, Роберто, Лижия и Даниэлла.